# Бомбардування Варшави
Бомбардування Варшави — серія авіанальотів німецької авіації на Варшаву під час оборони Варшави у вересні 1939 року.

## Хід подій
1 вересня 1939 року, після вторгнення до Польщі, Люфтваффе здійснило перший авіаналіт на Варшаву за участю чотирьох груп бомбардувальників. Усього за перший тиждень вересня Варшава кілька разів зазнавала бомбардувань (в основному нальоти відбувалися на військові об'єкти).
8 вересня німецька армія підійшла до Варшави. 140 бомбардувальників Junkers Ju 87 атакували частини міста, розташовані на лівому березі Вісли, а інші бомбардувальники атакували позиції польської армії у західних передмістях Варшави. 13 вересня відбулася атака пікірувальних бомбардувальників Люфтваффе. Також із повітря скидалися пропагандистські листівки. 22-23 був нанесений авіаудар по єврейському кварталу Варшави.
25 вересня (ввійшов до історії як «судний понеділок» чи «чорний понеділок») дивізія бомбардувальників Люфтваффе під командуванням Вольфрама фон Ріхтгофена здійснила найбільший повітряний наліт, скинувши 560 тонн фугасних бомб і 72 тонни запальних бомб. Протягом 11 години місто бомбардували понад 400 літаків, котрі здійснили 1176 бойових вильотів. Сильно постраждав історичний центр Варшави. Встановити точні втрати німецької авіації під час нальоту 25 вересня практично неможливо через знищення багатьох архівних документів, проте відомо, що Люфтваффе втратило принаймні два бомбардувальники Junkers Ju 52.
26 вересня було захоплено три ключові позиції міської оборони, а 28 вересня польське командування підписало капітуляцію, і до міста увійшли німецькі війська.

## Оборона
Для оборони міста від бомбардувань використовувалися (за даними Інституту національної пам'яті):
- 72 зенітні знаряддя калібром 75 мм
- 24 зенітні знаряддя калібром 40 мм
- 7 рот зенітних кулеметів
- загороджувальні аеростати
- прожектори

## Оцінки та думки
Міжнародна преса повідомила, що було вбито 20 000—40 000 мирних жителів, проте реальна кількість загиблих, ймовірно, нижча (в інших схожих за масштабами бомбардуваннях Другої світової війни кількість загиблих становить приблизно 6000—7000 осіб). 10% будівель міста було зруйновано та ще 40% пошкоджено; однак, частина пошкоджень була спричинена вогнем наземної артилерії, у тому числі вуличними боями між польською та німецькою піхотою та бронетехнікою.
Історик Томаш Шарота на одній з наукових конференцій заявив, що багато хто жив у той час, відмітили у своїх щоденниках, що бомбардування 25 вересня було «найбільшим бомбардуванням в історії людства». Німці не цуралися бомбардувань гуманітарні об'єктів і навіть спеціально вибирали їх як цілі. Зі щоденника мешканки Варшави Галини Регульської (11 вересня):

Після вчорашнього бомбардування лікарень ми вивісили на даху нашого шпиталю прапор Червоного Хреста. В інших лікарнях вчинили так само. Тепер німці будуть знати, де лікарні, і не будуть їх бомбити.
Оригінальний текст (пол.)
Po wczorajszym zbombardowaniu szpitali, na dachu naszego szpitala zawiesiliśmy flagę z czerwonym krzyżem. To samo robiły i inne szpitale. Teraz Niemcy będą już wiedzieć, gdzie znajdują się szpitale i nie będą ich bombardować.
— Щоденник Галини Регульської
З'ясувалися, що це були марні надії. 14 вересня Регульська відмітила:

Знімаємо з лікарень прапори Червоного Хреста, котрі повісили раніше. Виходить, що німці не шкодують лікарень, а навпаки — спеціально їх обстрілюють. Поранені знервовані і стривожені, вони питають, чи ми вже зняли прапори з даху.
Оригінальний текст (пол.)
W szpitalach zdejmujemy na gwałt wywieszone flagi Czerwonego Krzyża. Okazuje się, że Niemcy nie tylko nie oszczędzają szpitali, lecz przeciwnie – specjalnie je ostrzeliwują. Ranni zdenerwowani i zaniepokojeni dopytują się, czy już zdjęliśmy flagi z dachu

Регульська описує, зокрема, що німецькі льотчики навмисне бомбардували лікарні та спускалися досить низько, щоб розстрілювати людей з автоматів. Також вона наголосила на рекомендації не передавати по радіо адреси лікарень і зняти з них прапори Червоного Хреста, щоб уникнути бомбардувань. На думку деяких істориків та журналістів, основними об'єктами нальотів були густонаселені райони Варшави, громадські будинки, житлові квартали, заклади культури, школи та лікарні; останні зазнали цілеспрямованого бомбардування. Полковник польської армії Томашевський згадував, що «бомбардування зазнали не бойові позиції наших частин, а головним чином місто і населення».
Адольф Гітлер згадав про бомбардування Варшави у своїй промові від 8 листопада 1942 року, стверджуючи, що «вони були максимально гуманними» і що він «хотів врятувати жінок і дітей».